# クック郡病院
ジョン・H・ストローガーJr記念クック郡病院（ジョン・エイチ・ストローガー・ジュニアきねんクックぐんびょういん、John H. Stroger, Jr. Hospital of Cook County）は、アメリカ合衆国のイリノイ州シカゴにある公立総合病院。クック郡保健病院機構（Cook County Health & Hospitals System）の旗艦病院である。またティーチングホスピタルでもあり、同敷地内にはラッシュ医科大学シカゴ医科キャンパス（ロザリンド・フランクリン医科大学シカゴ校）が存在する。
公立・教育病院・大病院であり、健康保険を持たない患者も訳隔てなく受け入れることから、低所得者層の駆け込み寺的な存在となっているという。救急外来受診者は年間11万人以上、小児科救急は4万5,000人以上にもなる。スタッフドクターは300人以上、レジデンシー及びフェローは400人以上いる。1901年に創立され、ハリースタック・サリヴァンがシカゴ医学校時代に本病院で研修をしたといわれている。
旧館はロマネスク様式で市民に親しまれていたらしく、2006年にアメリカ合衆国国家歴史登録財に選ばれた。シカゴの名所や祭りを散りばめた映画である『逃亡者』（1993年）でも、主人公が潜伏して真犯人への手掛かりを掴む場として登場している。

## ドラマ『ER』との関係
ドラマ『ER緊急救命室』が日本に紹介された当時は「シカゴのクック郡病院が舞台」とされていたが、その後この設定は撤回されたらしく、「カウンティ総合病院という架空の病院が舞台」と言う設定に変更されている。
第1シーズン第4話時点では、医学生カーターが死亡した若者の両親に電話するシーンで、クック郡総合病院を名乗っていた。しかし、キャロルが患者を探して病院の敷地外に出るシーンなど、病院の外観が映るシーンではクック郡病院の外観が使用されている。ただし救急外来の間取りは大きく異なっている。